# Arnold Federbush
Arnold Federbush (Nueva York, 1935 - 1993) fue un escritor de novelas de ciencia ficción de la década de 1970. Era hijo de un fabricante de ropa que había sido colega en Palestina de Vladimir Jabotinsky. Estudió en la escuela de cine de la Universidad de California, Los Ángeles donde tuvo como compañeros, entre otras personas, a Francis Ford Coppola y Noel Black; su ambición era ser guionista.
Tras algunos años de trabajo como editor, y al darse cuenta de que los guiones de cine eran (en ese entonces) mejor recibidos si estaban basados en libros publicados, escribió sus dos novelas, las cuales fueron lo suficientemente exitosas como para ser traducidas en varios idiomas europeos.
- The Man who Lived in Inner Space (1973), ISBN 0-395-14074-9, la historia de un biólogo marino que es transformado en una nueva especie de hombre anfibio, que puede vivir en las profundidades del océano, es decir, el espacio interior (inner space) de la Tierra.

- Ice! (1978), ISBN 0-553-12151-0, que describe un regreso a la Edad de Hielo en meses, en vez de siglos. Su argumento trata de un científico que rescata a un niño en una ciudad de Nueva York congelada; este, además de otros detalles tales como la trama, personajes y su portada, son casi idénticos a la película de 2004 The Day After Tomorrow, posiblemente por convergencia de género.

A pesar de ser un hombre con un estilo de vida bastante saludable, fue diagnosticado con un cáncer al pulmón espontáneo. Falleció dejando una tercera novela inconclusa.
- Datos: Q4795045